# قازان
قازان (الروسية: Каза́нь، أصد: [kɐˈzanʲ])(بالتتارية: Казан) هي عاصمة جمهورية تتارستان الروسية وأكبر مدنها. تقع المدينة عند التقاء نهري الفولغا وكازانكا، تبلغ مساحتها 425.3 كيلومتر مربع (164.2 ميل2)، يبلغ عدد سكان المدينة فقط أكثر من 1.2 مليون نسمة، ويسكن ما يقرب من 1.6 مليون في منطقة المدينة الحضرية. قازان هي خامس أكبر مدينة روسية، وأكبر مدينة على نهر الفولغا حسب السكان وكذلك منطقة الفولغا الفيدرالية.
أصبحت قازان عاصمة خانية قازان في عام 1438. استولى إيفان الرهيب على قازان في عام 1552 وضمها لروسيا. دمرت بشكل كبير في تمرد بوغاتشيف 1773-1775، ولكن أعيد بناؤها لاحقًا في عهد كاترين الثانية. نمت قازان في القرون التالية لتصبح مركزًا صناعيًا وثقافيًا ودينيًا رئيسيًا في روسيا. أصبحت قازان عاصمة جمهورية التتار الاشتراكية السوفيتية ذاتية الحكم في عام 1920، وبعد تفكك الاتحاد السوفياتي أصبحت عاصمة جمهورية تتارستان.
تشتهر قازان بمزيجها بين الثقافة التتارية والروسية. زار 2.1 مليون سائح قازان في عام 2015 ما يقارب من 1.5 مليون سائح منهم زاروا كرملين قازان أحد مواقع التراث العالمي. منح مكتب براءات الاختراع الروسي قازان لقب "عاصمة روسيا الثالثة" في أبريل 2009. وفي نفس العام اختيرت عاصمة للرياضة الروسية. استضافت قازان دورة الألعاب الجامعية الصيفية لعام 2013، وكانت إحدى المدن المستضيفة لكأس العالم 2018 واستضافت ألعاب البريكس من 12 إلى 23 يونيو 2024.

## التأثيل
تتعدد الروايات والأساطير المتعلقة بأصل اسم قازان. أكثرها شيوعًا هي قصة "المرجل المغلي"، وهي أن ساحرًا بلغاريًا نصح قومه ببناء مدينة في موقع تغلي فيه مياه المرجل دون إشعال نار، وهذا المكان كان موقع المدينة الحالي ومن هنا جائت كلمة "قازان" التترية التي تعني "المرجل". أما الروايات الأخرى إلى فمتعلقة بمعالمها الطبيعية أو بكلمات تترية مثل *kaen* ("البتولا") و*kaz* ("أوزة")، أو بالأمير خاسان.

## التاريخ

### العصور الوسطى
الرواية الرسمية المعتمدة حاليًا هي أن عبد الرحمن بن مؤمن أسس مدينة قازان قبل أكثر من 1000 عام، أي بين عامي 1004 و1005. يستند هذا التاريخ إلى اكتشافات أثرية مهمة، منها عملة تشيكية عُثر عليها في كرملين قازان، يُعتقد أنها ضُربت في عهد القديس وينسيسلاس (929-930)، وبقايا جدران المدينة وأدوات حرفية وأوانٍ مثل مشابك من الطراز المجري وخرز نسائي، والعديد من القطع الأثرية الأخرى الغير واضح لأي عصر تعود. تذكر البيانات الرسمية إلى أن دراسة هذه الاكتشافات شارك فيها متخصصون من 20 مدينة روسية ومن 22 دولة حول العالم.
كانت قازان مركزًا لإمارة تابعة لخانية القبيلة الذهبية. شهدت المدينة نموًا متسارعًا وأصبحت مركزًا تجاريًا وسياسيًا هامًا داخل القبيلة في القرنين الثالث عشر والرابع عشر. ازدهار المدينة عزّزه موقعها الجغرافي الاستراتيجي عند تقاطع طرق التجارة الرئيسية التي تربط الشرق بالغرب. بدأ سكّ العملات المعدنية في المدينة في الفترة ذاتها، طبع على تلك العملات عبارة البلغار الجديدة.
زار الرحالة أفاناسي نيكيتين مدينة قازان في حوالي عام 1469 ودوّن انطباعاته عنها في مذكراته الشهيرة رحلة ما وراء البحار الثلاثة.

### الحكم الروسي

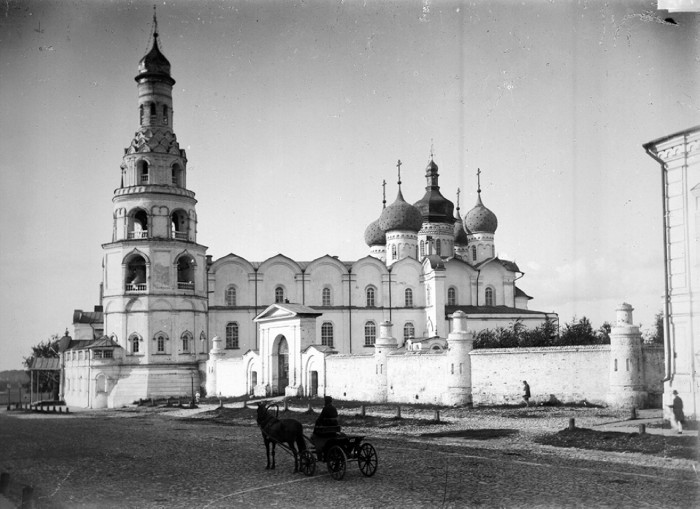
كاتدرائية البشارة في كرملين قازان، 1561-1562

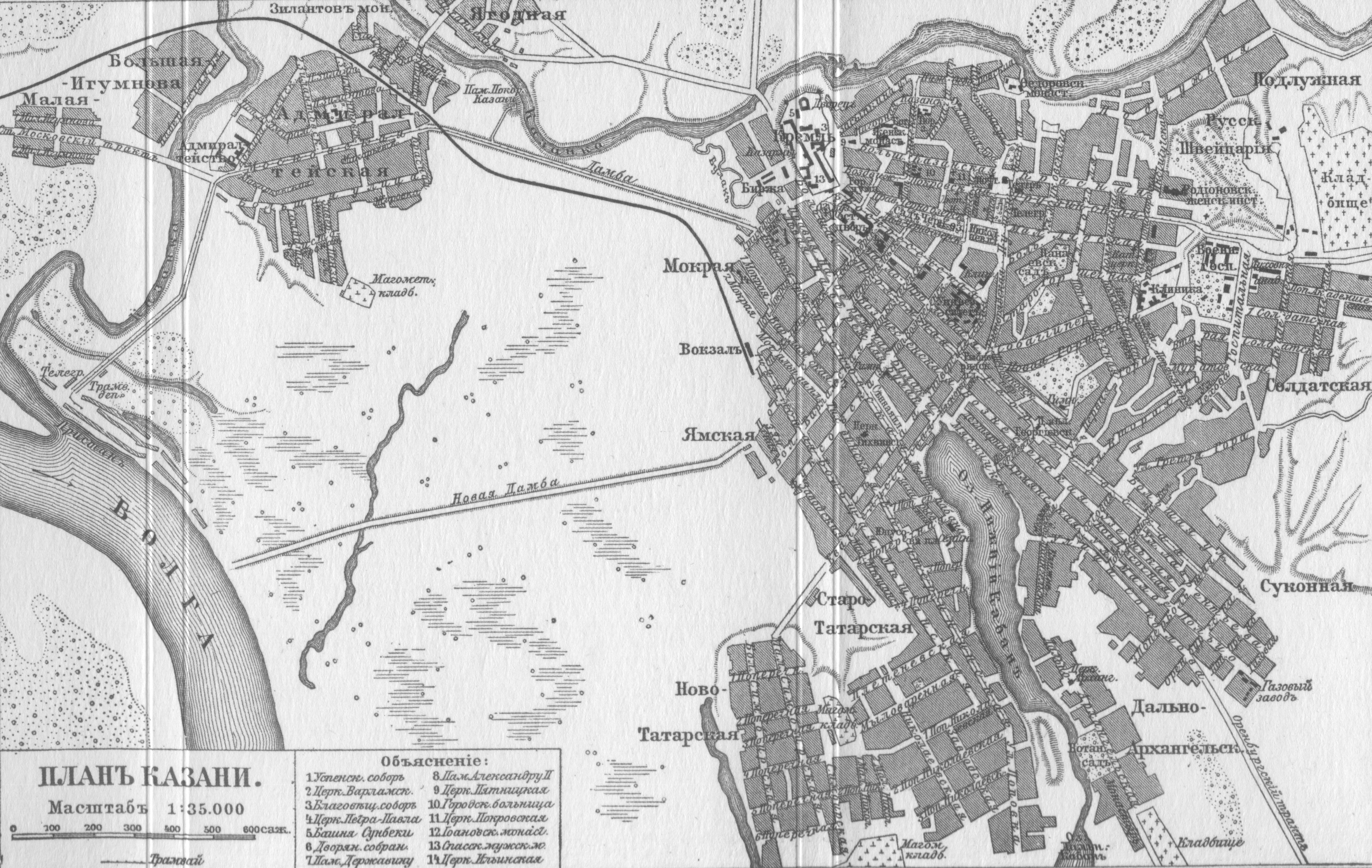
خريطة مدينة قازان في القرن التاسع عشر

حاصر إيفان الرهيب المدينة في عام 1552، وأجبر سكانها على اعتناق المسيحية أو القتل، ودمر كل المساجد والقصور التي كانت بها. وهجر من تبقى من سكانها التتار إلى مكان يبعد 50 كيلومترًا (31 ميلًا) عن المدينة. ووطن المزارعين والجنود الروس في المدينة.
أنشئت محافظة قازان في عام 1708 وأصبحت المدينة مقرها. أُسست إحدى أولى دور الطباعة في روسيا في قازان في مطلع القرنين السادس عشر والسابع عشر. شهدت المدينة في تلك الفترة نموًا اقتصاديًا، وظهرت فيها المصانع الأولى.
كان يعيش حوالي 22 ألف شخص في قازان في نهاية القرن 18، وكان أكثر من 40 ألف شخص يعيشون في ضواحيها. أصبحت المدينة المركز التعليمي والثقافي لمنطقة الفولغا: إذ افتتحت بها أول صالة للألعاب الرياضية الإقليمية في روسيا في 1758، وأولى المدارس في 1771 والمسارح في عام 1791.
أنشئت جامعة قازان في عام 1804 وهي ثالث جامعة تنشئ في روسيا. حدثت تغييرات كبيرة في البنية التحتية لمدينة قازان في النصف الثاني من القرن التاسع عشر: إدخال الغاز (1874) والإضاءة الكهربائية (1897) الترام المجرور بالخيول (1875) والترام الكهربائي (1899) والتلغراف (1859) والهاتف (1881).

### الفترة السوفيتية
أصبحت قازان واحدة من مراكز الثورة البلشفية والحرب الأهلية في عام 1917. أعلن نخبة الفولغا في عام 1918 استقلالهم عن روسيا وإنشاء ولاية إيديل والأورال وعاصمتها قازان، استمر استقلالهم شهرًا حتى قمعتها الحكومة البلشفية.
احتل الفيلق التشيكوسلوفاكي المدينة لفترة وجيزة في أغسطس 1918. أصبحت قازان عاصمة جمهورية التتار الاشتراكية السوفيتية ذاتية الحكم وقتها أنشئت في عام 1920. أنشأ وأدار الجيشين الألماني والروسي مدرسة دبابات كاما في قازان بموجب معاهدة رابالو (1922) حتى عام 1933. نقل جزء من أكاديمية العلوم في الاتحاد السوفيتي إلى المدينة أثناء الحرب العالمية الثانية.

### العصر الحديث
أصبحت قازان مرة أخرى مركز الثقافة والهوية التترية بعد تفكك الاتحاد السوفيتي. أصبحت قازان واحدة من أهم المراكز السياسية والمالية والرياضية والسياحية في الاتحاد الروسي مع ظهور الرأسمالية، لكن في الوقت نفسه كانت المدينة واحدة من المدن الروسية التي تشيع في الجريمة بشكل فج حتى أوائل العقد 2000. 

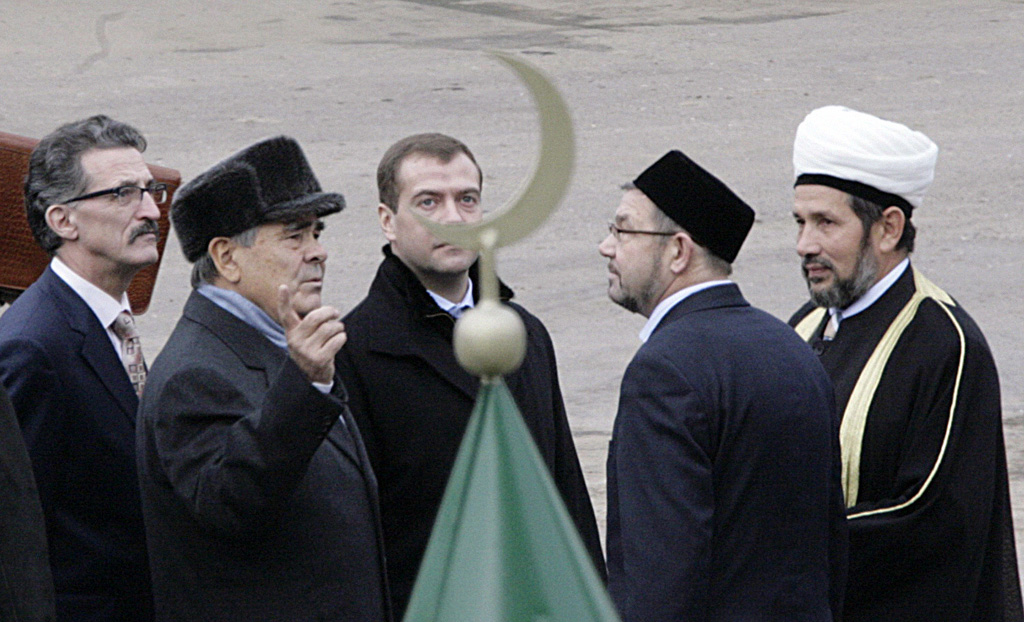
الرئيس الروسي السابق دميتري ميدفيديف يزور قازان

جُددت المدينة بالكامل منذ عام 2000 تجديد شاملة. أُعيد بناء المركز التاريخي - تشمل الكرملين -، ولكن هدمت عدت مناطق تاريخية في المدينة أثناء عملية التجديد. احتفلت قازان بألفيتها في عام 2005، بعد أن استقر رأي اللجنة التاريخية أن عام 1005 هو العام الرسمي لتأسيس المدينة. من مظاهر الاحتفالات بناء مسجد قول شريف أحد أكبر مساجد روسيا في كرملين قازان، وافتتح جسر الألفية في ذلك العام، وافتتاح مترو قازان.
أصدرت حكومة الاتحاد الروسي ميدالية «إحياءً ذكرى مرور 1000 عام على مدينة قازان». حُدث مطارها وأُصلحت الشوارع واعتمدت اللغات الروسية والإنجليزية والتترية في جميع وسائل النقل والمتاجر الكبيرة ومراكز التسوق في عام 2010 من أجل الاستعدادات لدورة الألعاب الجامعية الصيفية 2013.
قتل مراهق تسعة أشخاص في إطلاق نار جماعي وتفجير في مدرسة في 11 مايو 2021. هاجمت طائرة بدون طيار أوكرانية قازان أثناء الحرب الروسية الأوكرانية في ديسمبر 2024، رد الرئيس الروسي فلاديمير بوتين على هذا الفعل قائلا أن سيدمر أوكرانيا أكثر من الدمار الذي بها.

## الجغرافيا

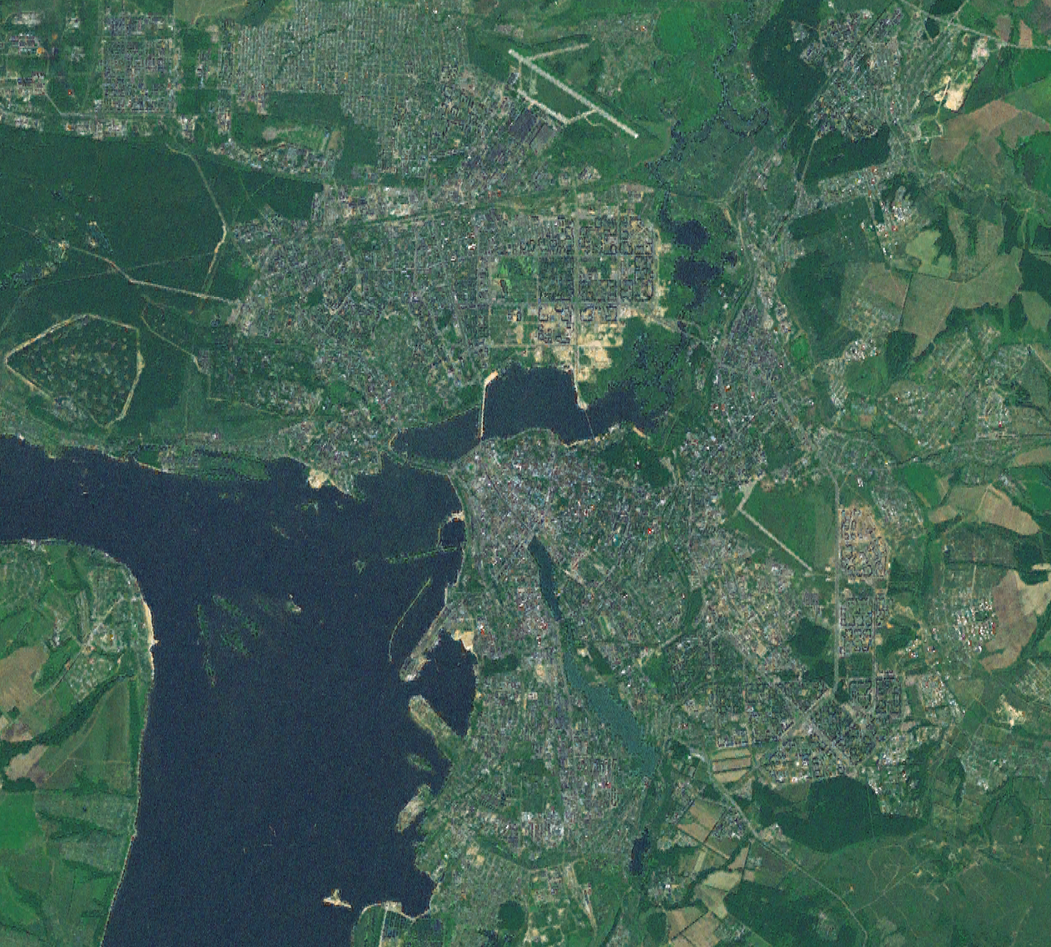
صورة فضائية لقازان

تقع قازان على الضفة اليسرى لنهر الفولغا عند التقائه بنهر كازانكا على بعد 820 كم شرق موسكو. إحداثيات قازان هي 55°47.45′N 49°06.87′E / 55.79083°N 49.11450°E. تقع قازان في المنطقة الزمنية لتوقيت موسكو +3:00.

### المناخ
| البيانات المناخية لـقازان (1991–2020 طبيعية، قصوى 1812–الآن)             | البيانات المناخية لـقازان (1991–2020 طبيعية، قصوى 1812–الآن) | البيانات المناخية لـقازان (1991–2020 طبيعية، قصوى 1812–الآن) | البيانات المناخية لـقازان (1991–2020 طبيعية، قصوى 1812–الآن) | البيانات المناخية لـقازان (1991–2020 طبيعية، قصوى 1812–الآن) | البيانات المناخية لـقازان (1991–2020 طبيعية، قصوى 1812–الآن) | البيانات المناخية لـقازان (1991–2020 طبيعية، قصوى 1812–الآن) | البيانات المناخية لـقازان (1991–2020 طبيعية، قصوى 1812–الآن) | البيانات المناخية لـقازان (1991–2020 طبيعية، قصوى 1812–الآن) | البيانات المناخية لـقازان (1991–2020 طبيعية، قصوى 1812–الآن) | البيانات المناخية لـقازان (1991–2020 طبيعية، قصوى 1812–الآن) | البيانات المناخية لـقازان (1991–2020 طبيعية، قصوى 1812–الآن) | البيانات المناخية لـقازان (1991–2020 طبيعية، قصوى 1812–الآن) | البيانات المناخية لـقازان (1991–2020 طبيعية، قصوى 1812–الآن) |
| الشهر                                                                    | يناير                                                        | فبراير                                                       | مارس                                                         | أبريل                                                        | مايو                                                         | يونيو                                                        | يوليو                                                        | أغسطس                                                        | سبتمبر                                                       | أكتوبر                                                       | نوفمبر                                                       | ديسمبر                                                       | المعدل السنوي                                                |
| ------------------------------------------------------------------------ | ------------------------------------------------------------ | ------------------------------------------------------------ | ------------------------------------------------------------ | ------------------------------------------------------------ | ------------------------------------------------------------ | ------------------------------------------------------------ | ------------------------------------------------------------ | ------------------------------------------------------------ | ------------------------------------------------------------ | ------------------------------------------------------------ | ------------------------------------------------------------ | ------------------------------------------------------------ | ------------------------------------------------------------ |
| الدرجة القصوى °م (°ف)                                                    | 4.5 (40.1)                                                   | 5.6 (42.1)                                                   | 15.8 (60.4)                                                  | 29.5 (85.1)                                                  | 33.5 (92.3)                                                  | 37.5 (99.5)                                                  | 38.9 (102.0)                                                 | 39.0 (102.2)                                                 | 32.3 (90.1)                                                  | 23.4 (74.1)                                                  | 15.0 (59.0)                                                  | 6.1 (43.0)                                                   | 39.0 (102.2)                                                 |
| متوسط درجة الحرارة الكبرى °م (°ف)                                        | −7.1 (19.2)                                                  | −6.3 (20.7)                                                  | 0.3 (32.5)                                                   | 10.5 (50.9)                                                  | 19.7 (67.5)                                                  | 23.6 (74.5)                                                  | 25.8 (78.4)                                                  | 23.5 (74.3)                                                  | 16.8 (62.2)                                                  | 8.5 (47.3)                                                   | −0.3 (31.5)                                                  | −5.4 (22.3)                                                  | 9.1 (48.4)                                                   |
| المتوسط اليومي °م (°ف)                                                   | −10.0 (14.0)                                                 | −9.7 (14.5)                                                  | −3.3 (26.1)                                                  | 5.8 (42.4)                                                   | 14.0 (57.2)                                                  | 18.3 (64.9)                                                  | 20.5 (68.9)                                                  | 18.3 (64.9)                                                  | 12.3 (54.1)                                                  | 5.3 (41.5)                                                   | −2.5 (27.5)                                                  | −8.0 (17.6)                                                  | 5.1 (41.2)                                                   |
| متوسط درجة الحرارة الصغرى °م (°ف)                                        | −12.8 (9.0)                                                  | −12.7 (9.1)                                                  | −6.5 (20.3)                                                  | 1.9 (35.4)                                                   | 9.0 (48.2)                                                   | 13.5 (56.3)                                                  | 15.8 (60.4)                                                  | 13.9 (57.0)                                                  | 8.7 (47.7)                                                   | 2.7 (36.9)                                                   | −4.5 (23.9)                                                  | −10.5 (13.1)                                                 | 1.5 (34.7)                                                   |
| أدنى درجة حرارة °م (°ف)                                                  | −46.8 (−52.2)                                                | −39.9 (−39.8)                                                | −31.7 (−25.1)                                                | −27.2 (−17.0)                                                | −6.5 (20.3)                                                  | −1.4 (29.5)                                                  | 2.6 (36.7)                                                   | 1.0 (33.8)                                                   | −5.4 (22.3)                                                  | −23.4 (−10.1)                                                | −36.6 (−33.9)                                                | −43.9 (−47.0)                                                | −46.8 (−52.2)                                                |
| الهطول مم (إنش)                                                          | 46 (1.8)                                                     | 37 (1.5)                                                     | 38 (1.5)                                                     | 34 (1.3)                                                     | 38 (1.5)                                                     | 57 (2.2)                                                     | 62 (2.4)                                                     | 55 (2.2)                                                     | 50 (2.0)                                                     | 54 (2.1)                                                     | 45 (1.8)                                                     | 50 (2.0)                                                     | 566 (22.3)                                                   |
| متوسط الأيام الممطرة                                                     | 3                                                            | 2                                                            | 4                                                            | 11                                                           | 15                                                           | 18                                                           | 16                                                           | 16                                                           | 18                                                           | 17                                                           | 10                                                           | 5                                                            | 135                                                          |
| متوسط الأيام المثلجة                                                     | 26                                                           | 22                                                           | 16                                                           | 6                                                            | 1                                                            | 0                                                            | 0                                                            | 0                                                            | 1                                                            | 7                                                            | 20                                                           | 24                                                           | 123                                                          |
| متوسط الرطوبة النسبية (%)                                                | 84                                                           | 80                                                           | 76                                                           | 67                                                           | 58                                                           | 65                                                           | 68                                                           | 70                                                           | 75                                                           | 80                                                           | 85                                                           | 84                                                           | 74                                                           |
| ساعات سطوع الشمس الشهرية                                                 | 49                                                           | 89                                                           | 150                                                          | 205                                                          | 282                                                          | 293                                                          | 291                                                          | 254                                                          | 160                                                          | 84                                                           | 41                                                           | 33                                                           | 1٬931                                                        |
| المصدر #1: الطقس والمناخ                                                 |                                                              |                                                              |                                                              |                                                              |                                                              |                                                              |                                                              |                                                              |                                                              |                                                              |                                                              |                                                              |                                                              |
| المصدر #2: الإدارة الوطنية للمحيطات والغلاف الجوي (مدة السطوع 1961–1990) |                                                              |                                                              |                                                              |                                                              |                                                              |                                                              |                                                              |                                                              |                                                              |                                                              |                                                              |                                                              |                                                              |

### علم البيئة
تعاني المدينة من تلوث الهواء ورداءة جودة مياه نهري الفولغا وكازانكا والمسطحات المائية الأخرى داخل المدينة وعدم كفاية المساحات الخضراء وتحديات التخلص من النفايات. لكن فقازان ليست من المدن الروسية ذات أعلى مستويات تلوث الهواء، كما أنها المدينة الكبيرة الوحيدة في الاتحاد الروسي التي تُعيد تدوير جميع نفاياتها بالكامل.
كما تعاني المدينة من مشكلة الضبخان المتكررة والتي أضرت المدينة بشدة في 2010 من الضبخان الناتج حرائق الغابات في المنطقة. وسع أسطول معدات التنظيف بنسبة 25% في عام 2011، وأنشئت ست نقاط ثابتة وغرفتين متنقلتين لصهر الثلوج. شُغل مصنع التحليل الكهربائي لإنتاج هيبوكلوريت الصوديوم على مدخل مياه الفولغا، مما أتاح التخلي عن استخدام الكلور لتنقية المياه، والانتقال إلى معايير أوروبية أكثر أمانًا في معالجة مياه الشرب.

## الوضع الإداري والبلدي

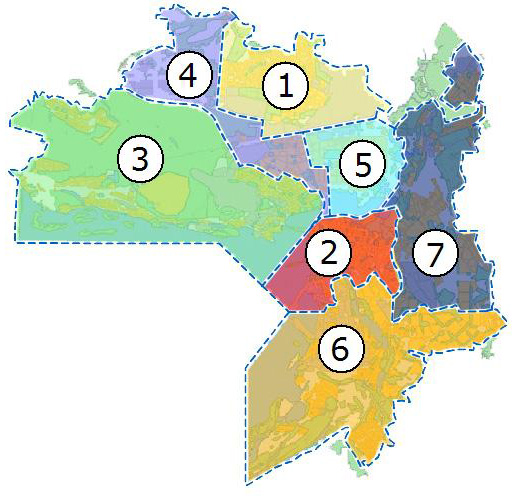
مناطق قازان

قازان هي عاصمة تتارستان. وفي إطار التقسيمات الإدارية، كانت مدينة ذات أهمية جمهورية، وهي وحدة إدارية ذات وضع مساوٍ لوضع المقاطعات باعتبارها قسمًا بلديًا. رئيس اللجنة التنفيذية منذ 21 أكتوبر 2020 هو ر. ج. غافاروف. يوجد في المدينة مجلس دوما خاص فيها ينتخب أعضائه كل أربع سنوات وتعقد جلساتها في قاعة مدينة قازان.
قازان مقسمة إلى سبع مناطق:
|   | المنطقة         | عدد السكان |
| - | --------------- | ---------- |
| 1 | أفياستروتياني   | 111,405    |
| 2 | فاخيتوفسكي      | 86,202     |
| 3 | كيروفسكي        | 109,125    |
| 4 | موسكوفسكي       | 130,537    |
| 5 | نوفو سافينوفسكي | 202,997    |
| 6 | بريفولزهسكي     | 227,755    |
| 7 | سوفيتسكي        | 275,514    |

## الاقتصاد

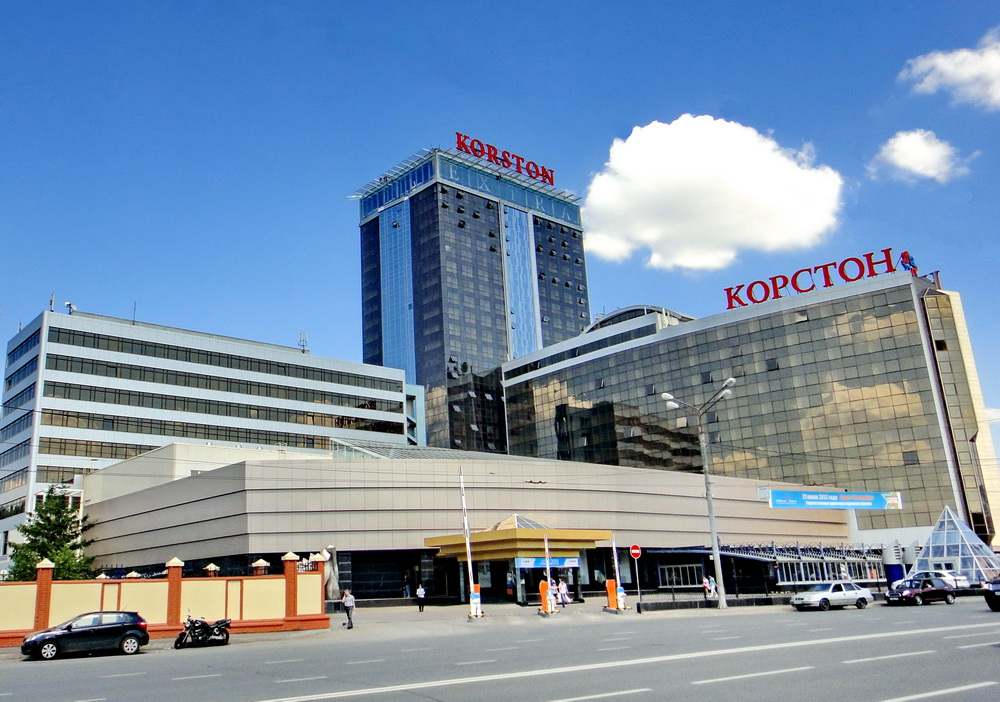
كورستون كازان مع مركز التجارة العالمي المحلي

قازان هي واحدة من أكبر المراكز الصناعية والمالية في روسيا، ومدينة رائدة في منطقة الفولغا الاقتصادية في البناء والاستثمار. بلغ الناتج المحلي الإجمالي للمدينة 752.5 مليار روبل في عام 2017. الصناعات الرئيسية للمدينة هي: الهندسة الميكانيكية والصناعات الكيماوية والبتروكيماوية والخفيفة والغذائية. يتمثل الاقتصاد المبتكر في أكبر مجمع لتكنولوجيا المعلومات في روسيا والذي يعد واحدًا من الأكبر من نوعه بين حدائق العلوم في أوروبا الشرقية. احتلت قازان المرتبة 174 (الأعلى في روسيا) في مسح ميرسر العالمي لجودة المعيشة لعام 1999.
احتلت قازان المرتبة الخامسة عشرة ضمن قائمة "أفضل المدن للأعمال في روسيا" لعام 2010 كما ذكرت فوربس. جاءت المدينة في المرتبة السادسة في تصنيف جودة بيئة المدينة الذي أُجري بالتعاون بين وزارة التنمية الإقليمية للاتحاد الروسي وتحالف المهندسين الروسي ووكالة البناء الفيدرالية والخدمة الفيدرالية للإشراف على حماية المستهلك ورفاهيته وجامعة موسكو الحكومية في عام 2012.
يوجد ف قازان مركز 6 شركات من أكبر 500 شركة في روسيا. تبلغ المساحة الإجمالية لمراكز الأعمال في المدينة حوالي 330 ألف متر مربع، منها 127 ألف متر مربع تُصنف ضمن الفئتين "أ" و"ب". تحتل قازان المرتبة الثالثة على مستوى روسيا حسب إجمالي رأس مال بنوكها الخاصة، بعد كل من موسكو وسانت بطرسبرغ.
يُوجد في قازان أكبر مجمع لتكنولوجيا المعلومات في روسيا وواحدة من أكبر الحدائق التكنولوجية في أوروبا وهي حديقة "Idea". حصلت قازان على منحة روسية في عام 2015 لإنشاء مسار دراجات سياحي يسمى "قازان المذهلة". يبدأ المسار وينتهي عند جدران كرملين قازان، ويمر بجميع المعالم المهمة في المركز التاريخي للمدينة، افتتح المسار رسميًا في 23 أكتوبر 2015.

## السكان

### تعداد السكان

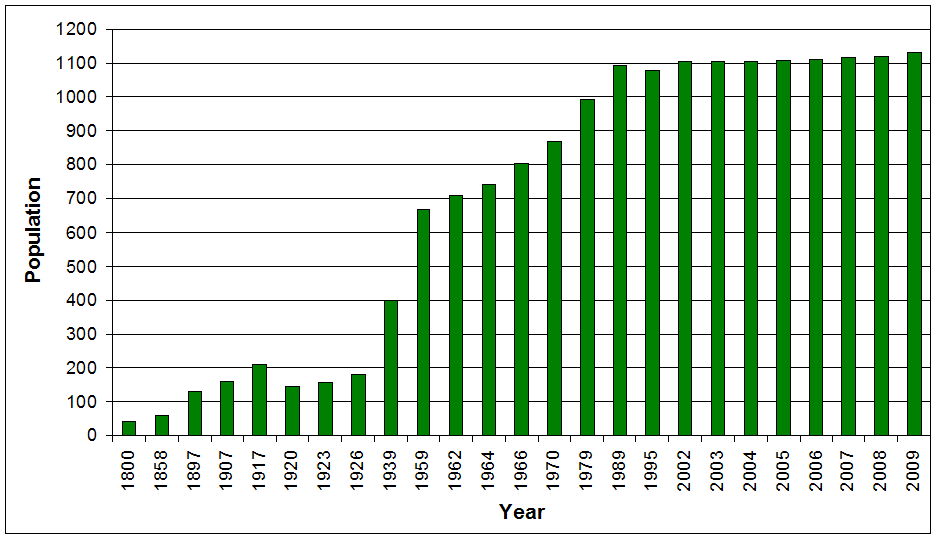
سكان قازان منذ عام 1800

بلغ عدد سكان قازان 1,308,660 نسمة في تعداد 2021؛ زيادة عن 1،143،535 نسمة في تعداد 2010 و1،105،289 نسمة في تعداد 2002 و1،094،378 نسمة في التعداد السوفيتي لعام 1989.
كان يعيش في المدينة ما بين 25,000 و100,000 نسمة في متنصف القرن السادس عشر معظمهم من التتار. عقب استيلاء روسيا على المدينة في عام 1552، دمرت المدينة بالكامل وانخفض عدد سكانها بشكل ملحوظ كما تغير التكوين السكاني للمدينة ليصبح الروس غالبية سكانها. ارتبطت الثورة البلشفية والحرب الأهلية اللاحقة بانخفاض سكاني كبير، إذ انخفض عدد السكان بأكثر من الربع في ثلاث سنوات فقط. قفز عدد سكان قازان في الفترة السوفيتية ليبلغ عدد سكانها المليون في 16 نوفمبر 1979.

### العرق
فيما يلي أعراق المدينة اعتبارا من عام 2021.
| العرقية  | التعداد | النسبة |
| -------- | ------- | ------ |
| التتار   | 608,519 | 48.8%  |
| الروس    | 584,232 | 46.9%  |
| التشوفاش | 9,470   | 0.8%   |
| الأوزبك  | 6,473   | 0.5%   |
| أخرى     | 37,285  | 3.0%   |

هناك أعراق أخرى: التشوفاش والأوكرانيين والأذر والفيتنام واليهود. كان 81.7٪ من سكان قازان من الروس في عام 1907. في تعداد عام 1920 فكان: الروس 73.95٪ والتتار 19.43٪ واليهود 3.47٪ والتشوفاش 0.4٪. أما في تعداد عام 1989 كانت نسبة السكان كالتالي: الروس 54.7٪ والتتار 40.5٪ والتشوفاش 1.1٪ والأوكرانيون 1.0٪.

### الدين

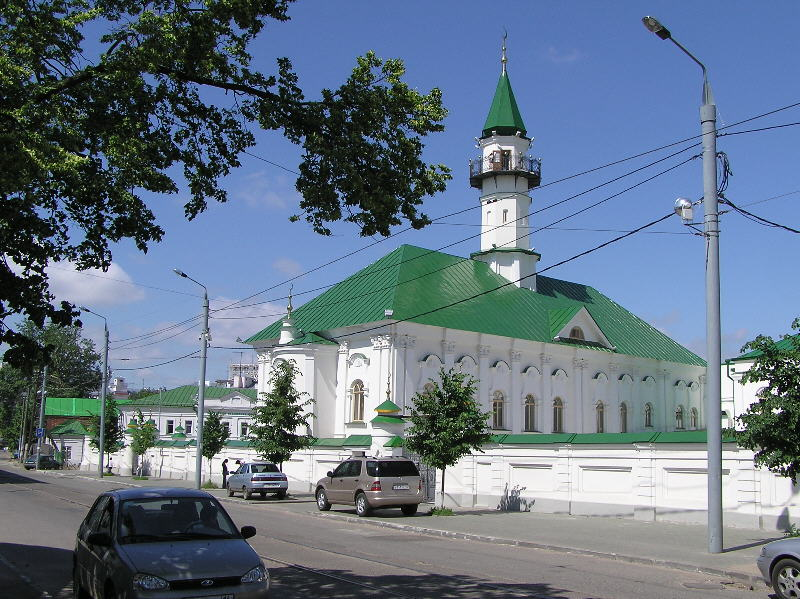
مسجد مرجاني بني في عهد كاترين الثانية، وهو أول مسجد يبنى في المدينة منذ غزو إيفان الرهيب

أغلب سكان المدينة إما مسلمون سنة أو مسيحين أرثوذكس، مع أقليات كاثوليكية وبروتستانتية ويهودية وبهائية. يوجد في قازان حاليًا 77 مسجد وحوالي ثلاثين كنيسة أرثوذكسية.
ارتبط الإسلام بمدينة قازان منذ تأسيسها باعتباره الديانة الرسمية لبلغار الفولغا والقبيلة الذهبية وخانية قازان. أصبحت المسيحية الأرثوذكسية الديانة السائدة في المدينة بعد غزو إيفان الرهيب وتهجير سكان المدينة التتار، تلى ذلك إنشاء أبرشية قازان للكنيسة الأرثوذكسية الروسية عام 1555، اكتشفت أيقونة والدة الإله في المدينة عام 1579، وهي واحدة من أهم ممتلكات الكنيسة الروسية الأرثوذكسية.
أنشئت أبرشية رومانية كاثوليكية في قازان في عام 1833. بني كنيس يهودي في المدينة عام 1915.

## النقل

### الحافلات

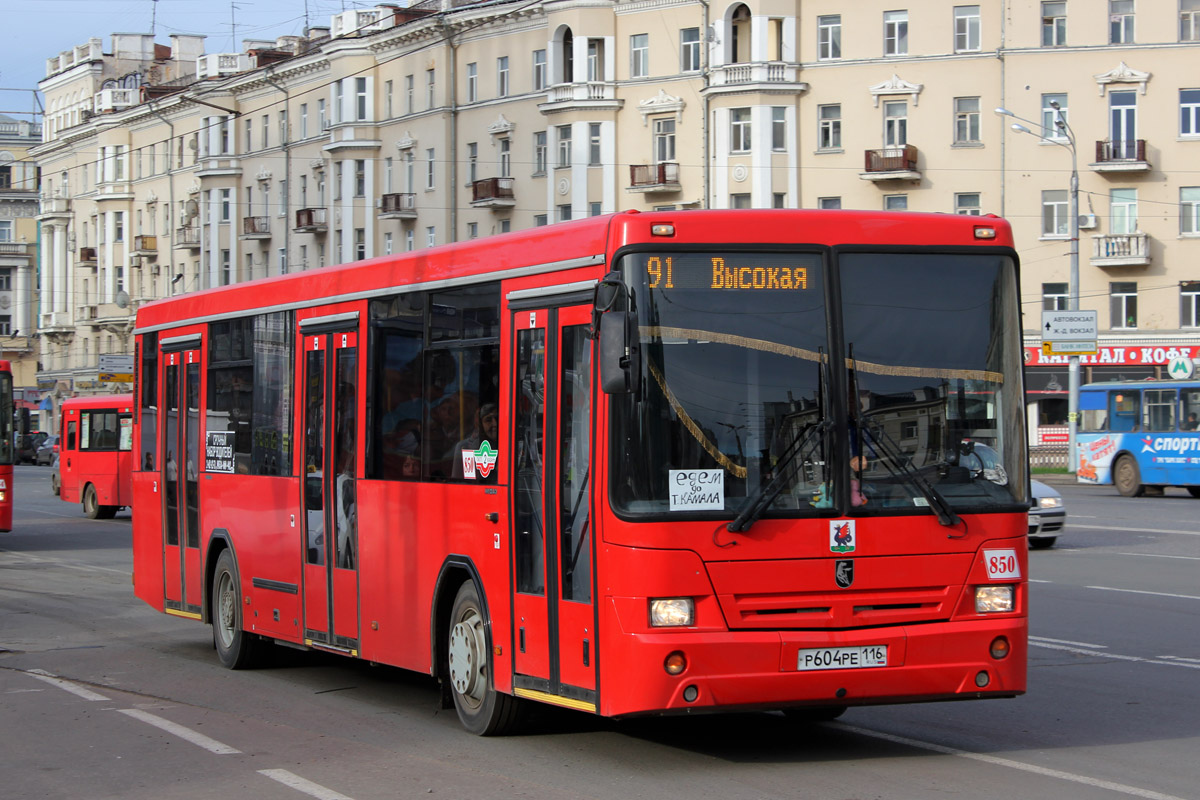
حافلة NefAZ في ساحة توكاي

بدأ تشغيل أول خطوط الحافلات في قازان عام 1925. الحافلات هي وسيلة النقل العام الأكثر شهرة في المدينة، إذ نقلت حوالي 74٪ من الركاب في عام 2016. كان يوجد في المدينة حوالي 62 خطًا للحافلات، بإجمالي طول يتجاوز 1.2 ألف كيلومتر في عام 2017، ويبلغ عدد الحافلات العاملة على هذه الخطوط 840 حافلة. يدير الحافلات نظام تحكم آلي يعتمد على تقنية الملاحة عبر الأقمار الصناعية.

### ترولي باص

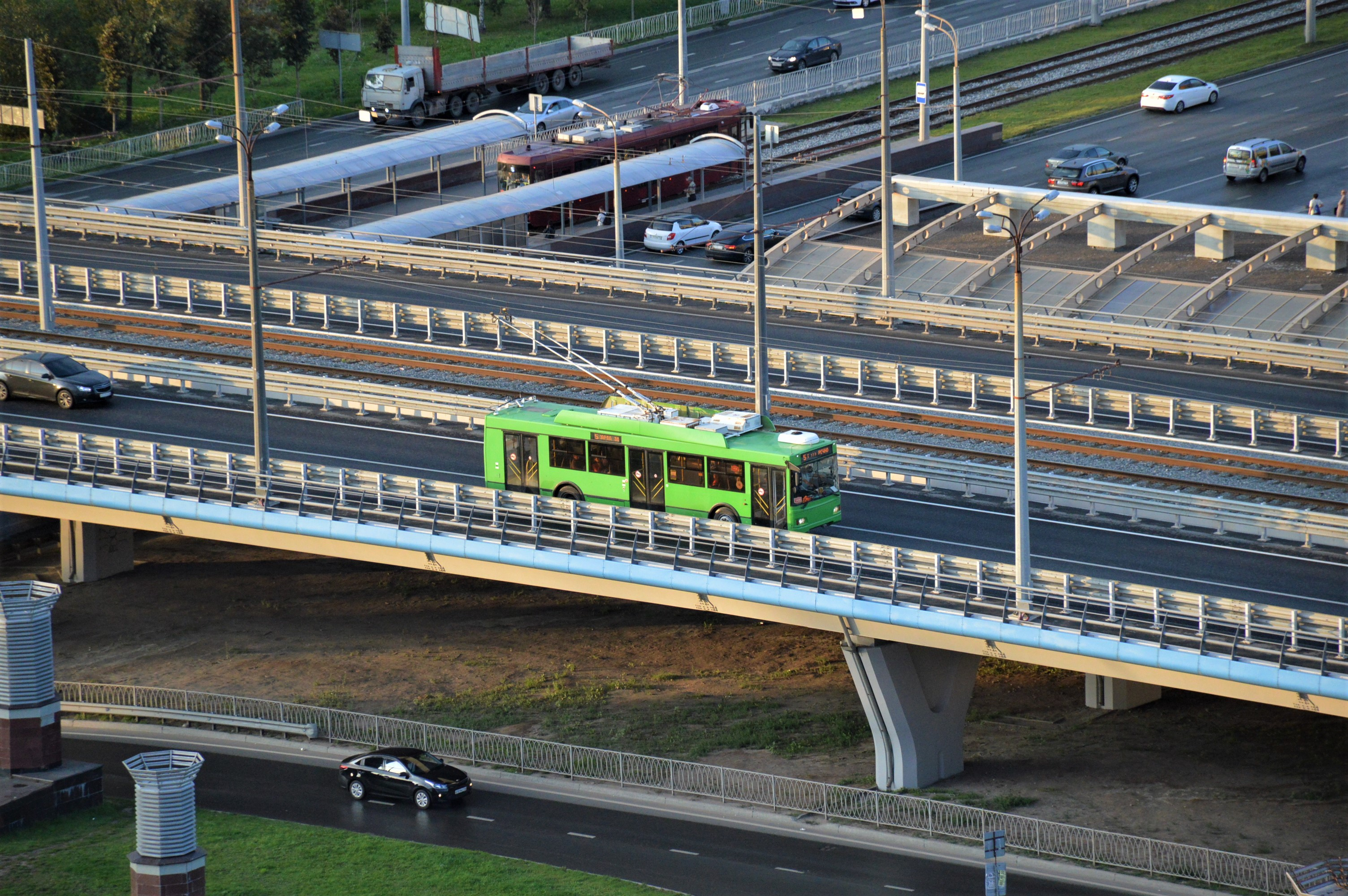
ترولي باص يمر بجوار الجسر العلوي في شارع ريتشارد سورج

نظام الترولي باص في قازان من أقدم الأنظمة في روسيا، بدأ تشغيله في 27 نوفمبر 1948. شهد النظام تطورًا ملحوظًا في السنوات الأخيرة، مع افتتاح خطوط جديدة وبنائها واستبدال بعض خطوط الترام بخطوط ترولي باص حديثة. يدير النظام مستودعان يحتويان على أكثر من 200 حافلة ترولي باص جميعها باللون الأخضر، تخدم 10 خطوط يصل طولها الإجمالي إلى 359.9 كـم (223.63 ميل). اعتبارًا من يونيو 2024، كانت تكلفة الأجرة 42 روبل نقدًا أو 38 روبل باستخدام بطاقة النقل الإلكترونية أو بطاقة الخصم.

### السكة الحديد

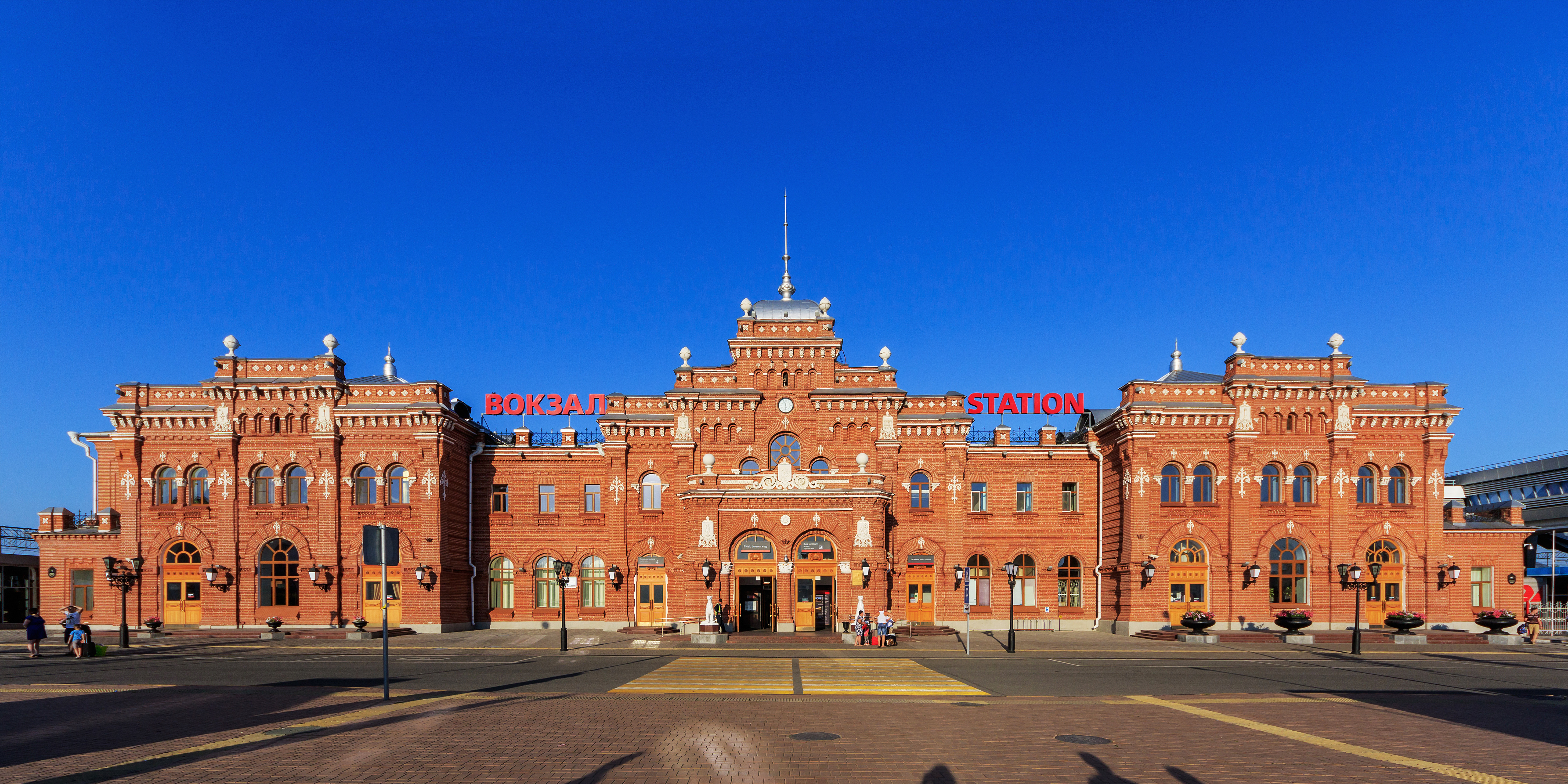
محطة قازان-باساغيرسكايا

تقع محطة السكك الحديدية الرئيسية قازان-باساغيرسكايا في وسط المدينة، مبناها الرئيسي بُني عام 1896، يوجد فيه محطة ركاب ومكتب تذاكر وعدد من المباني الفنية الأخرى. تخدم المحطة 36 قطارًا بين المدن.

### المطار

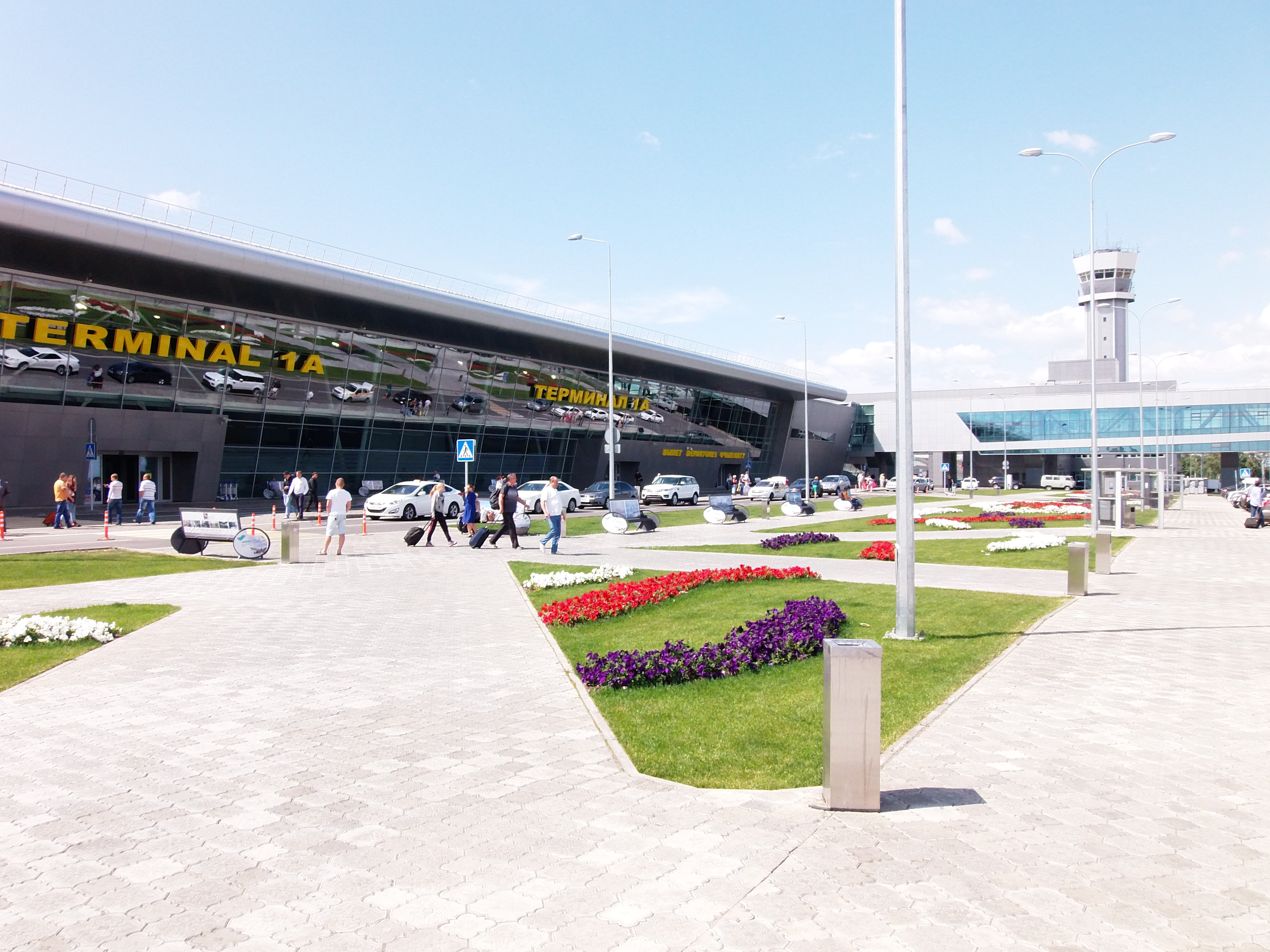
واجهة المطار

يوجد في قازان مطار دولي يقع على بعد حوالي 25 كم جنوب شرق قازان، يسمى بمطار عبد توقي الأديب التتاري البارز. هو أكبر مطار في تتارستان وواحد من أكثر المطارات ازدحاما في روسيا. خدم مطار قازان الدولي أكثر من 5 ملايين مسافر في عام 2023. بني المطار في 15 سبتمبر 1979 وجدد أثناء التجهيز لدورة الألعاب الجامعية في عام 2013.

## التعليم

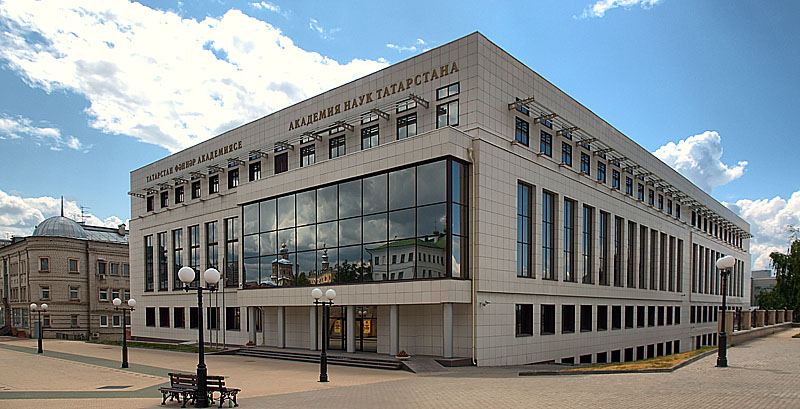
المبنى الرئيسي لأكاديمية تتارستان للعلوم

يوجد في قازان 44 معهدا للتعليم العالي منها 19 فرعا لجامعات من مدن أخرى. يتعلم فيها أكثر من 140,000 طالب في المدينة. جامعة قازان الفيدرالية (تأسست عام 1804) هي ثالث أقدم جامعة في روسيا بعد جامعة سانت بطرسبرغ الحكومية (1724) وجامعة موسكو الحكومية (1755). ومن أهم المؤسسات التعليمية فيها أكاديمية تتارستان للعلوم التي تأسست في عام 1991 وتضم 7 أقسام محلية و13 مؤسسة أكاديمية و21 منظمة تحت إشراف الأكاديمية ولها فرع واحد للأكاديمية في أوليانوفسك.

## الاتصالات
يعمل في المدينة 84 مكتب بريد تابع لفرع البريد الروسي. بدأت شبكة الهاتف في مدينة قازان رسميًا في 27 (15) نوفمبر 1888. هناك حاليًا أربعة مشغلين للهاتف السلكي في قازان وتبلغ السعة الإجمالية لشبكة الهاتف حوالي 456,000 رقم. تقدم خمس شركات خدمات مشغلي الاتصالات عبر بروتوكول الإنترنت.
يوجد في المدينة ستة مشغلين للهاتف المحمول، وهم: بيلاين وميغافون وإم تي إس وتيلي 2 روسيا وليتاي ويوتا. يذكر فلاديمير دولجوف المدير العام لشركة جوجل روسيا أن قازان تعتبر أكبر مركز لتطوير تكنولوجيا المعلومات في البلاد، إذ يصل مستوى انتشار الإنترنت فيها إلى 75٪، وهو رقم قياسي في روسيا، يوفر 15 مشغل الوصول إلى شبكة الإنترنت في المدينة. أطلقت شركة سكارتل أول شبكة تطور طويل الأمد في روسيا.

## الثقافة الشعبية

### شعار المدينة
الرمز التاريخي لمدينة قازان هو الكائن الأسطوري زيلانت، الذي يشبه التنين والمذكور بكثرة في الأساطير المحلية. إحدى هذه الأساطير أن الثعابين والزواحف أعاقت تطور المدينة، مما دفع الصيادين إلى البحث عن ملك الثعابين وقتله. وفي رواية أخرى قدم سكان المدينة الذهب للثعبان العملاق مقابل رحليه هو وجميع الثعابين عن المدينة. وتروي أسطورة ثالثة أن الثعبان العملاق، الذي يشبه التنين، كان حارسًا لكنوز الخان، ولا يزال يحمي ثرواته المخبأة في كهوف سرية حتى الآن.
كانت الثعابين منتشرة في منطقة قازان، لكن أعدادها انخفضت بشكل ملحوظ مع مرور الوقت. اعتمد أول شعار رسمي لقازان في 18 أكتوبر 1781 وكان عبارة عن "ثعبان أسود له أجنحة حمراء يعلوه تاج قازان الذهبي على خلفية بيضاء". حُظر استخدام مثل هذه الشعارات عام 1926.
بدأ ظهور شعار قازان مرة أخرى في الثمانينيات، واستخدم بكثرة غي الإعلام في التسعينيات. حدث شعار وعلم المدينة في عام 2005، ووضع عليه تنين أسود بجناحين ولسان أحمر وأقدام ومخالب وعينين ذهبيتين، يقف على أرض خضراء في حقل فضي، يعلوه تاج ذهبي بقبعة قازانية. يرمز التنين في التقاليد القازانية إلى القوة والحكمة والمناعة ويرمز الحقل الأخضر إلى الأرض والحياة والثروة. أما التاج والقبعة فوق الدرع فيرمزان إلى تطور المدينة وعاصمتها.

### الطوابع والعملات
أصدر بنك روسيا عملة تذكارية بقيمة اسمية 10 روبل تحمل اسم "قازان" كجزء من سلسلة "مدن شجاعة العمل" في 6 مايو 2022. أصدر البريد الروسي في 27 مايو 2020 طابعًا بريديًا خاصًا بمناسبة الذكرى المئوية لجمهورية تتارستان.

## العلاقات الدولية

### المكاتب الفرعية للسفارات
- المكتب الفرعي لسفارة بيلاروس[112]

### القنصليات
يوجد في قازان ست قنصليات عامة.
- القنصلية العامة لإيران
- القنصلية العامة لتركيا
- القنصلية العامة لالمجر
- القنصلية العامة لالصين[114]
- القنصلية العامة لكازاخستان
- القنصلية العامة لتركمانستان[115]

### مراكز التأشيرات
- مركز التأشيرات الإيطالي.[116]
- مركز تأشيرات الاتحاد الأوروبي المجمع ل:
  -  بلغاريا
  -  جمهورية التشيك
  -  الدنمارك
  -  فنلندا[117]
  -  اليونان
  -  آيسلندا
  -  مالطا
  -  هولندا
  -  إسبانيا

### توائمة المدن
لقازان توأمة مدن مع:
- محافظة المنوفية (مصر)، منذ 1997
- محافظة القليوبية (مصر)، منذ 2001
- أنقرة (تركيا)، منذ 2013
- أنطاليا (تركيا)، منذ 2003
- براونشفايغ (ألمانيا)، منذ 1988[119]
- كوليج ستيشن، تكساس، الولايات المتحدة، منذ 1990
- دونيتسك (أوكرانيا)، منذ 2002
- إسكي شهر (تركيا)، منذ 1997
- غوانجو (الصين)، منذ 2012
- هانغتشو (الصين)، منذ 2002
- هراري (زيمبابوي)، منذ 2011
- إسطنبول (تركيا)، منذ 2002
- آستانا (كازاخستان)، منذ 2004
- شنجن (الصين) (الصين)، منذ 2012
- تبريز (إيران)، منذ 2009
- Arkadag، تركمانستان، منذ 2023

### المنظمات الأخرى
- أليانس فرانسيز
- American Corner[120]

## المعرض

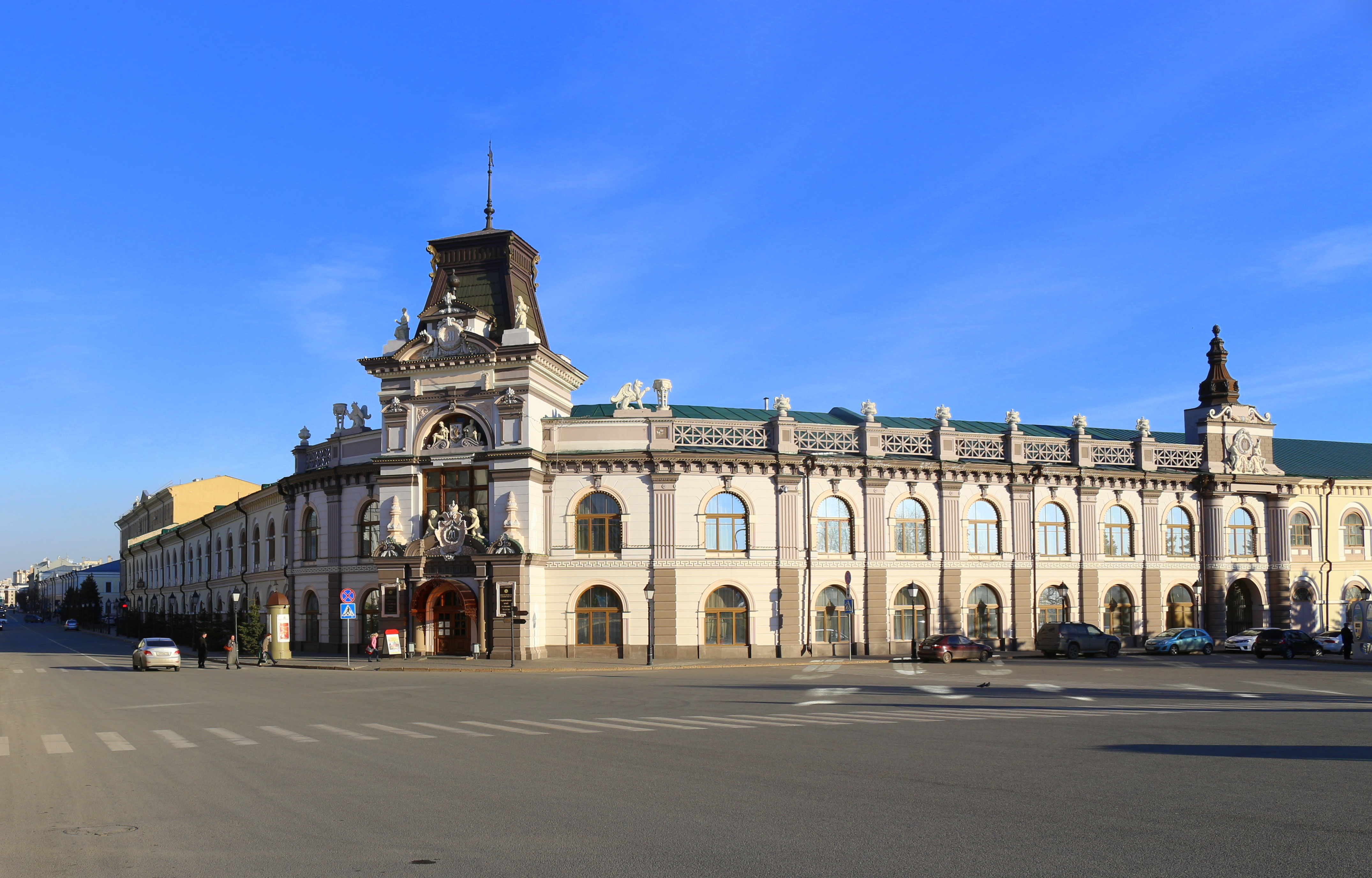
متحف تتارستان الوطني
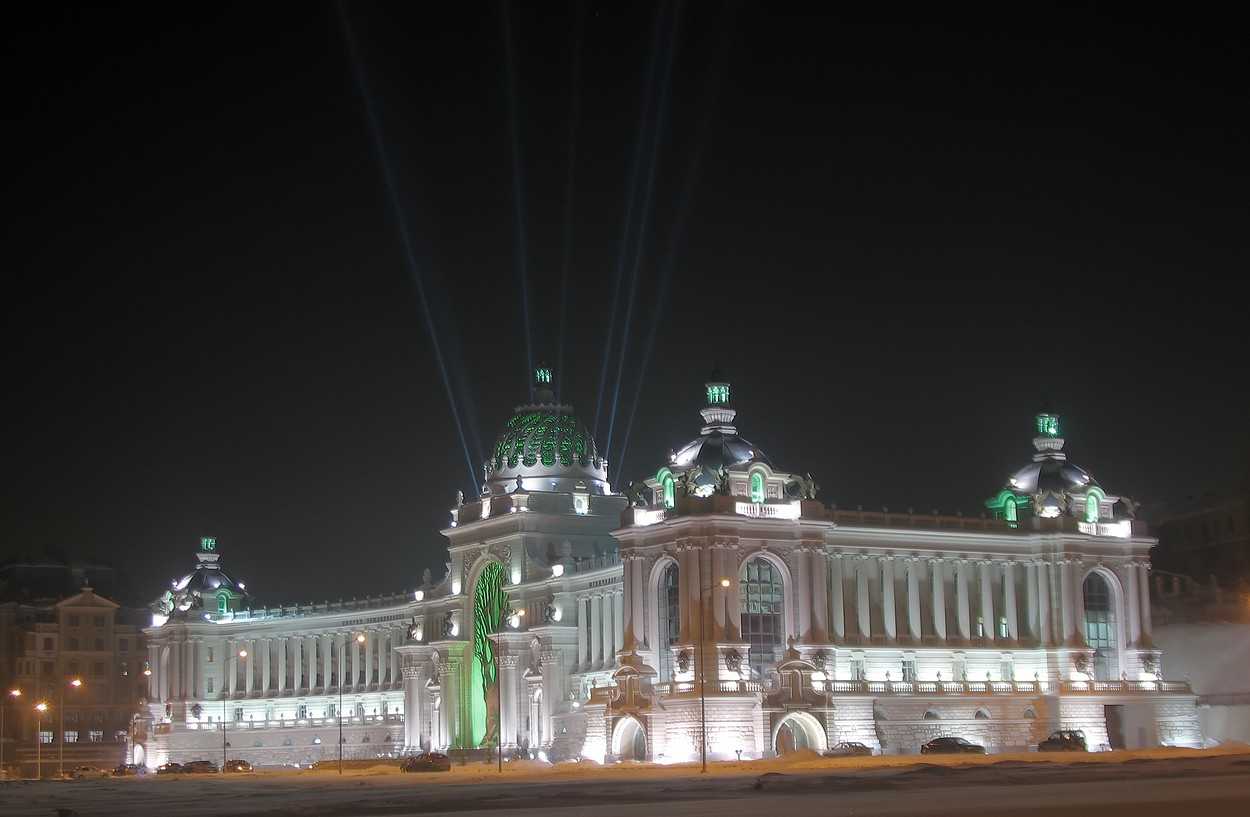
قصر الزراعة
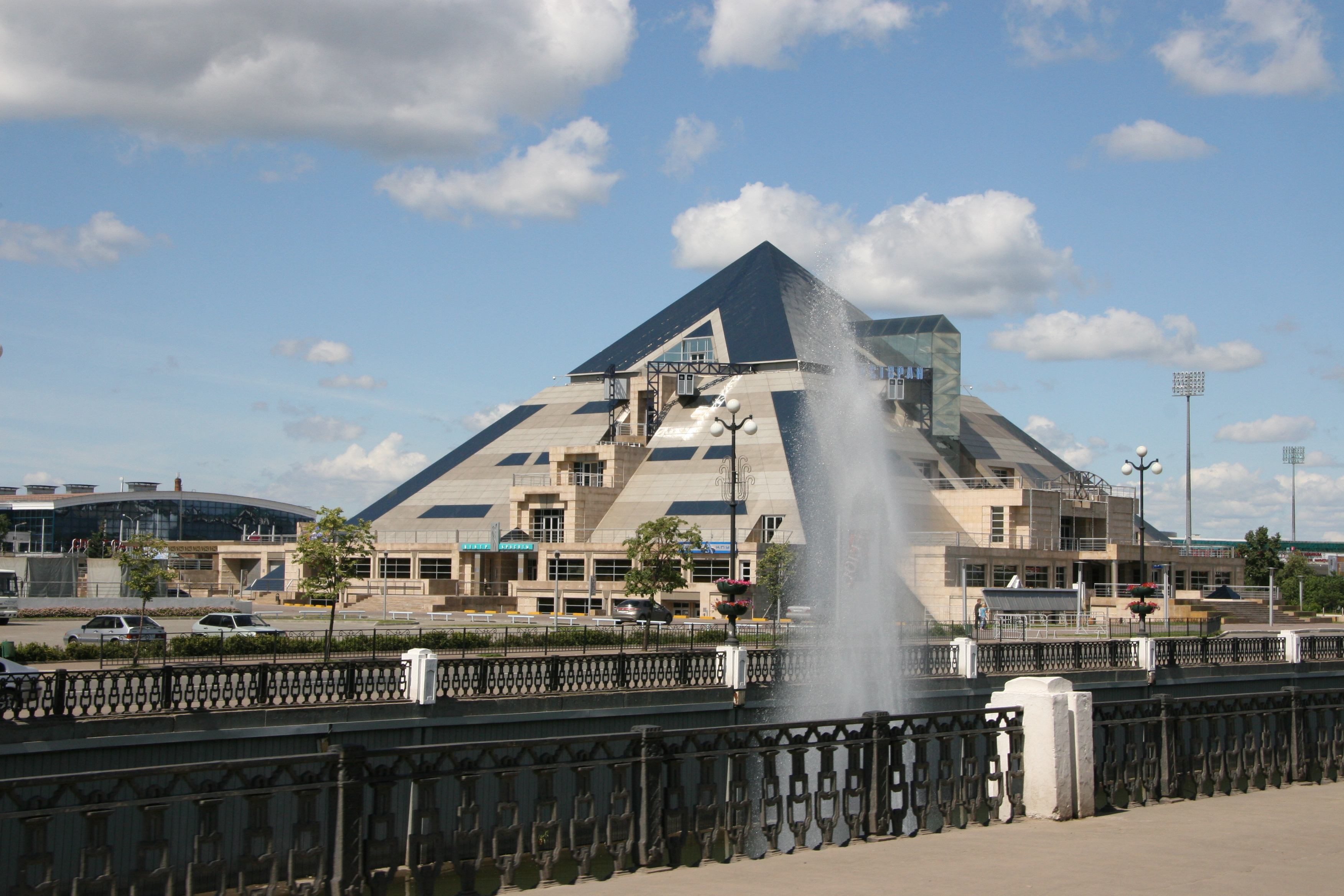
قاعة الحفلات الموسيقية الهرمية
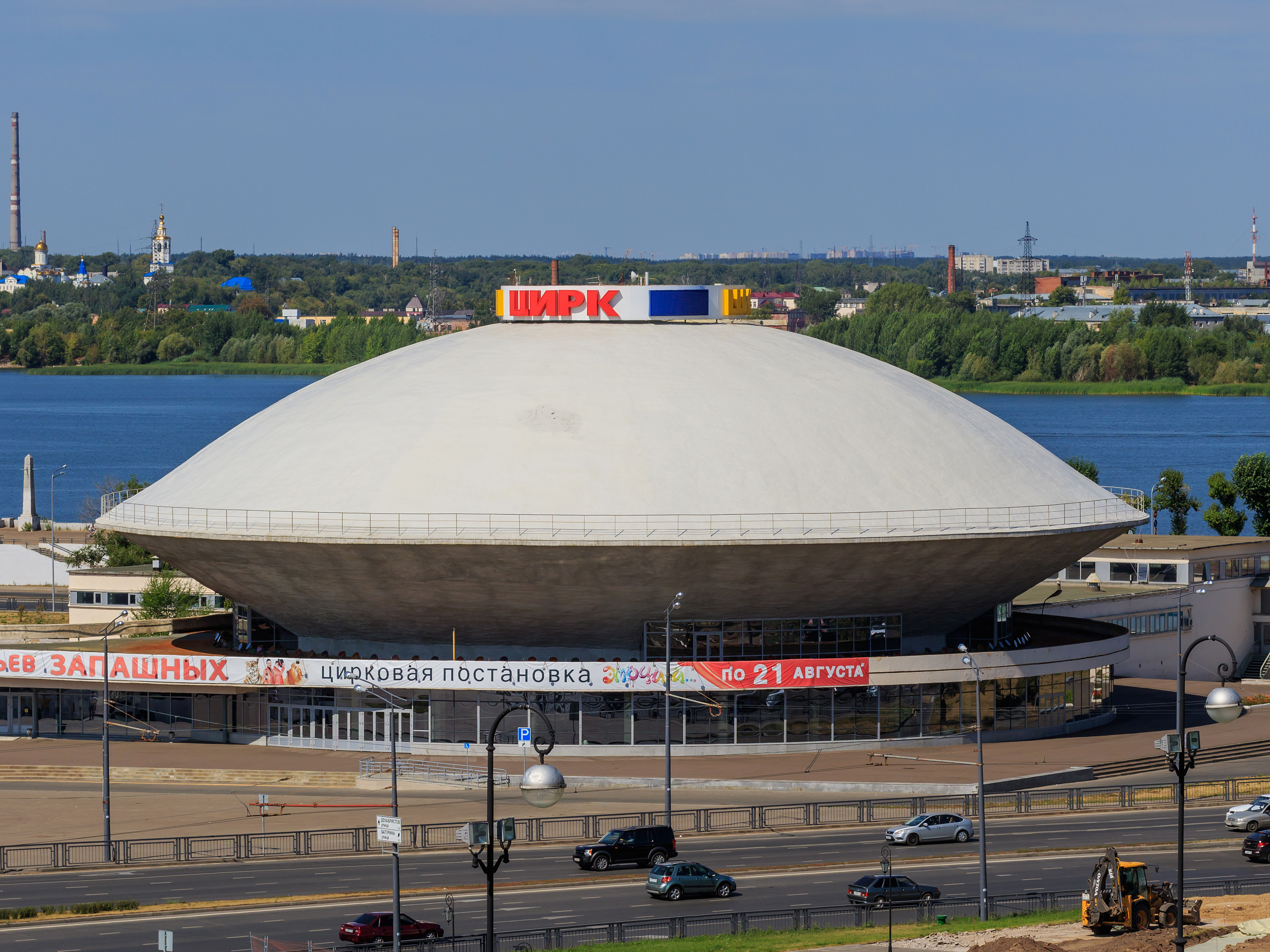
سيرك قازان
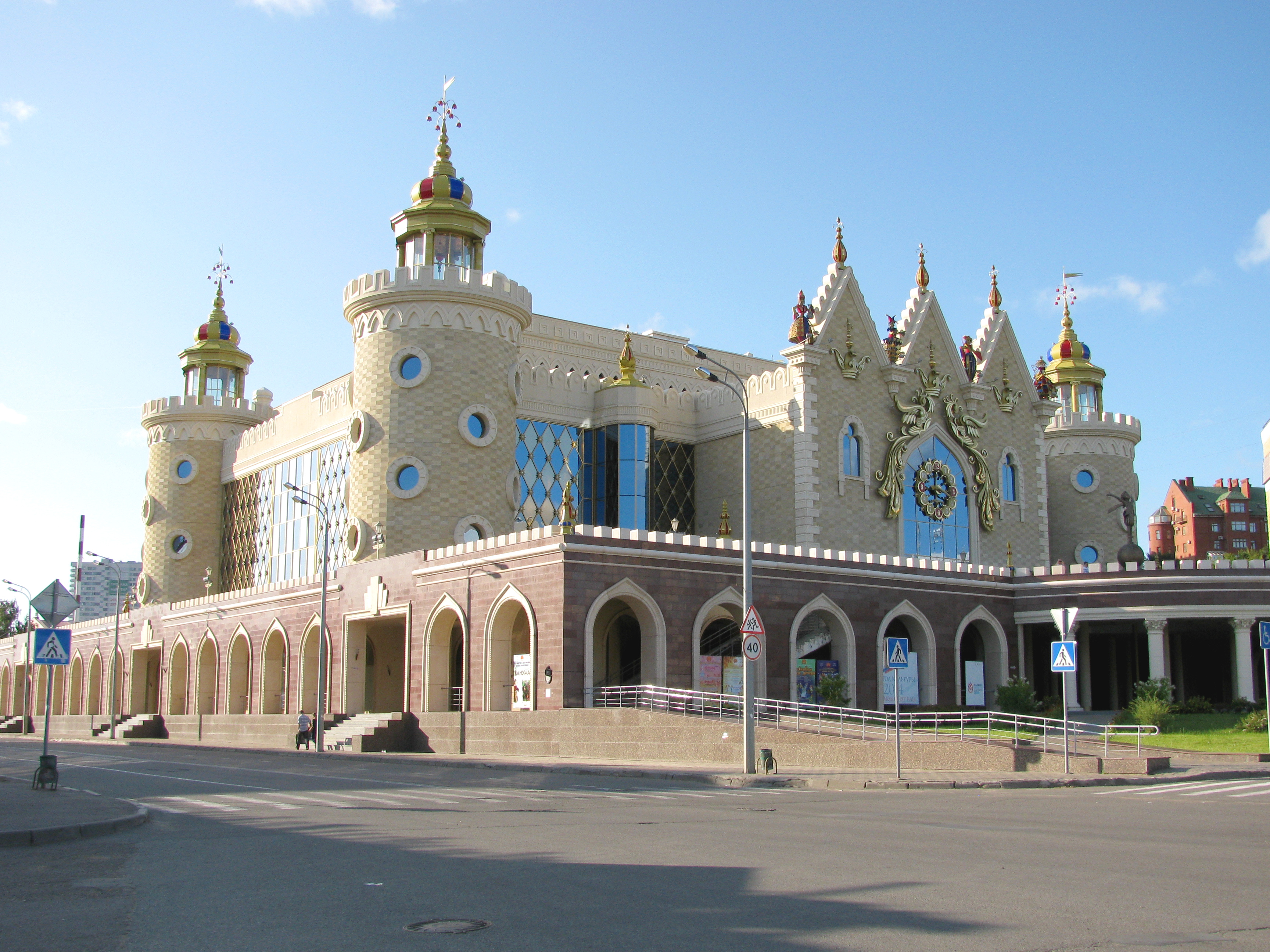
قصر الأطفال
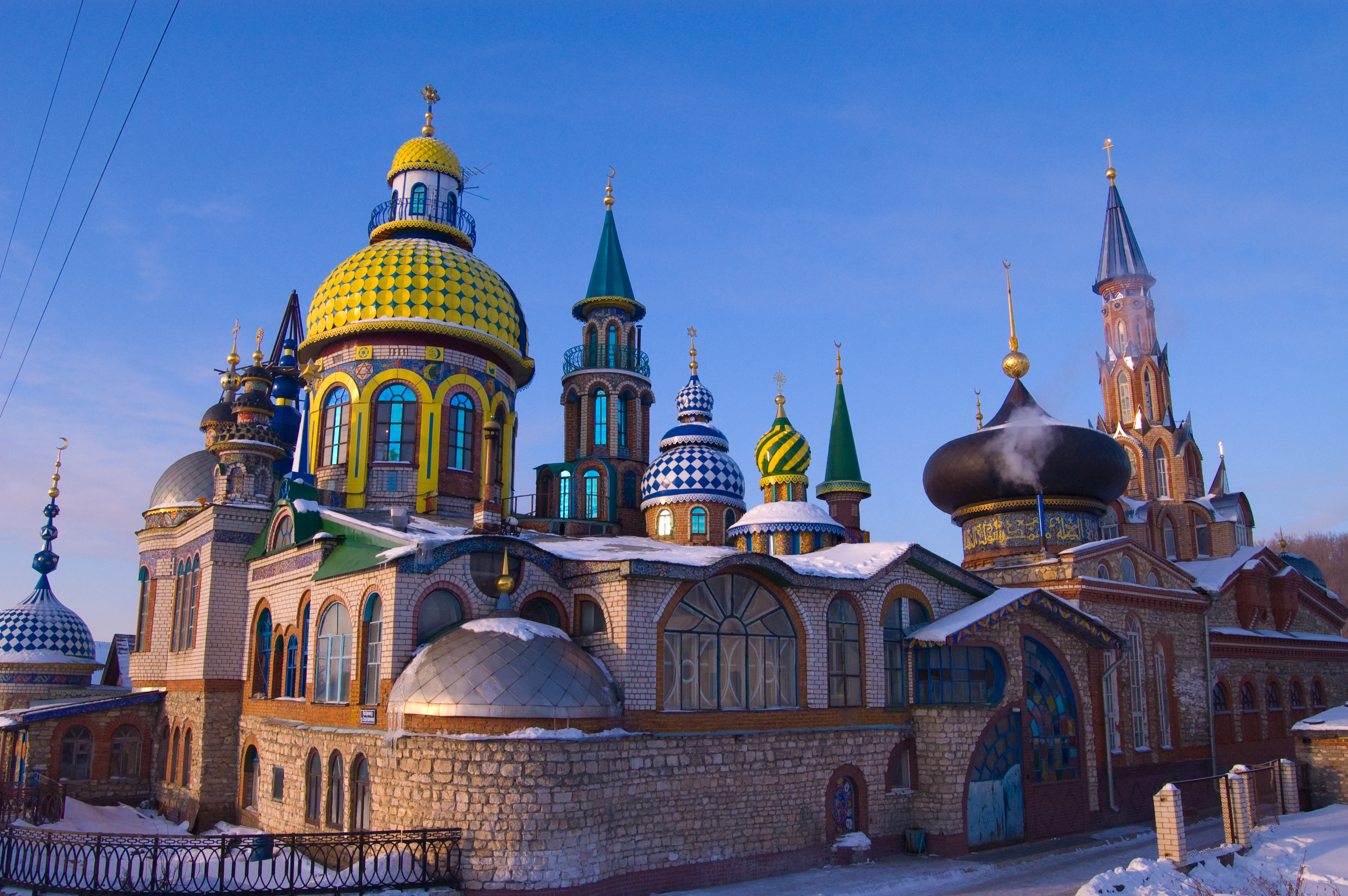
معبد كل الأديان